# Kumys

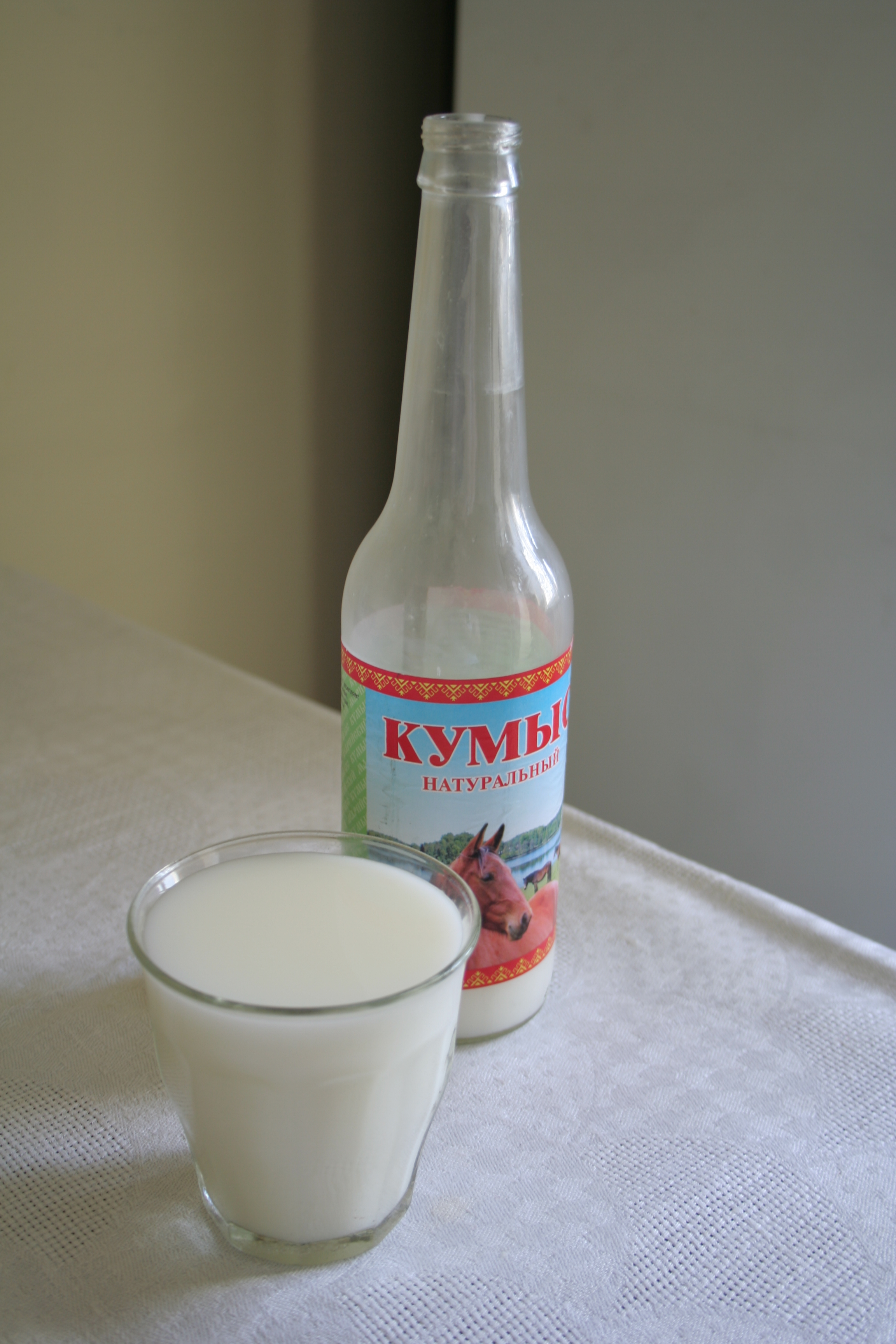
Kumys, in Flaschen abgefüllt

Kumys (andere Schreibweisen:  Kumyß, Kumyss, Kumiss, Kumis oder Kumiß aus russisch кумыс, türkisch oder tatarisch kımız/kymyz, kasachisch қымыз qymys, kirgisisch кымыз kymys) ist vergorene Stutenmilch. An der Gärung sind Milchsäurebakterien und Hefen beteiligt.
In der mongolischen Küche wird das Getränk Airag (mongolisch айраг) genannt. Es gilt dort als Nationalgetränk. Ähnlich ist der Kefir. „Airag und die damit verbundenen Gebräuche“ wurde 2019 in die UNESCO-Liste des immateriellen Kulturerbes der Menschheit aufgenommen.

## Eigenschaften und Verwendung

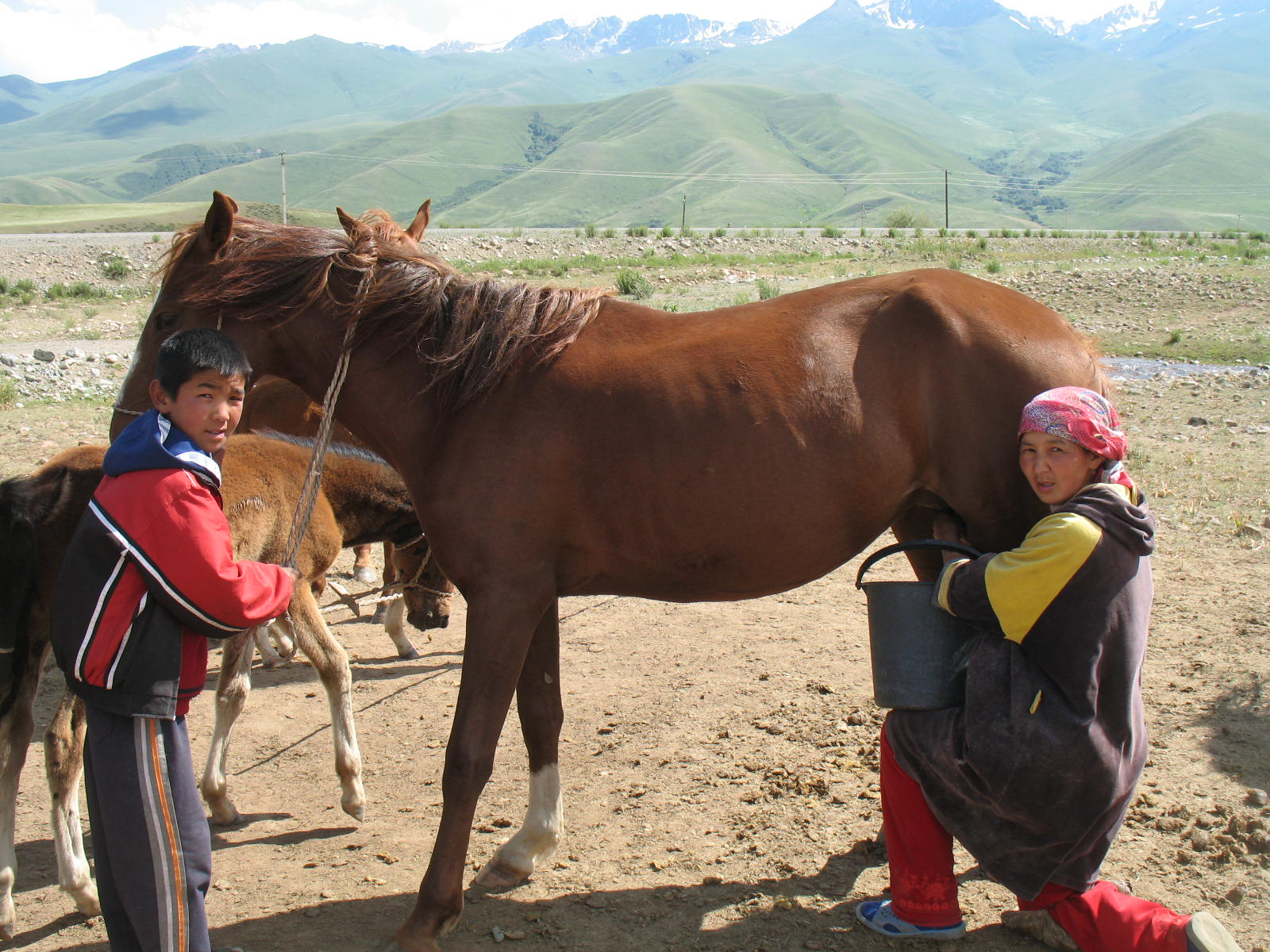
Kirgisistan:Eine Stute wird gemolken.

Kumys bzw. Airag ist milchweiß und schmeckt säuerlich, prickelnd, kühl erfrischend, mit mandelartigem Nachgeschmack. Der Journalist Gerd Ruge beschrieb den Geschmack als „Joghurt mit Bier“. Er ist leicht alkoholhaltig, der Ethanolgehalt liegt zwischen 1,0 und 3,0 %, mit 2,0 % als durchschnittlichem Wert. Kumys gehört zur Alltagsnahrung asiatischer Steppenvölker.
Er galt auch als Nährmittel bei Krankheiten, wie z. B. Tuberkulose und Blutarmut.  So war es im 19. Jahrhundert in Russland üblich, eine Kur in einem Kumys-Sanatorium durchzuführen. Aufgrund seines hohen Vitamin- und Mineralstoffgehalts diente der Kumys den Steppenvölkern teilweise als Ersatz für frisches Obst und Gemüse. Er kann (bei regelmäßigem Konsum) auch leicht abführend wirken.
Bei Destillation von Airag erhält man den Branntwein Archi. Er kann auch aus Kefir hergestellt werden.

## Herstellung
Eduard Stahlberg, leitender Arzt der russischen Kumys-Heilanstalt in Moskau im 19. Jahrhundert, gab an, dass die sicherste Methode sei, Stutenmilch mit altem Kumys anzuimpfen und die für die zweitägige Gärung richtige Temperatur einzuhalten. Lässt man den Kumys weiter gären, so wird auch der restliche Milchzucker umgesetzt und man erhält nach acht bis zehn Tagen ein Getränk, das deutlich sauerer schmeckt und mehr Alkohol enthält. Daher ist Kumys am besten zu genießen, wenn er sich noch in der Gärung befindet.

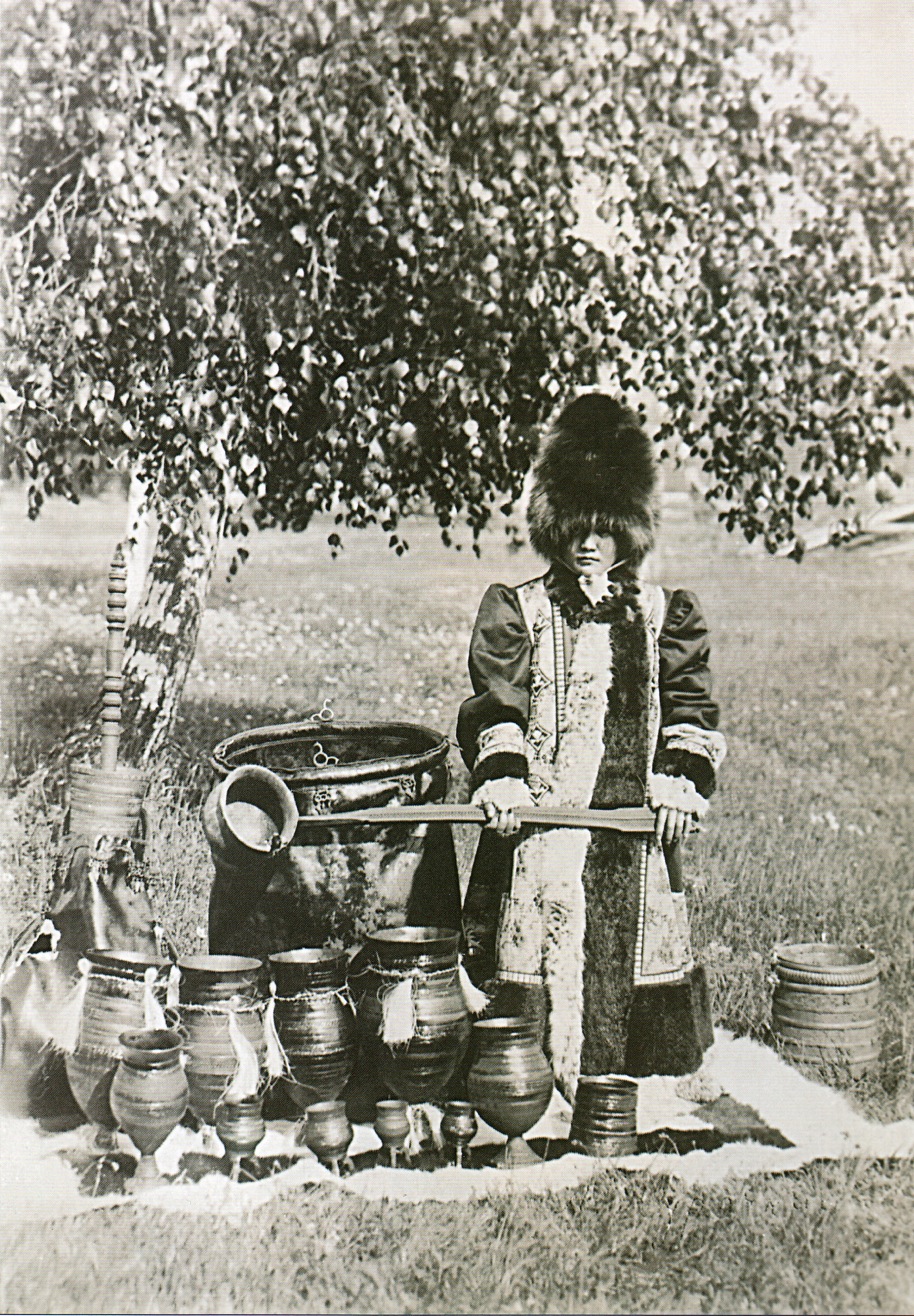
Jakutin bei der Zubereitung des Kumys für das Isyakh-Festival (1910)

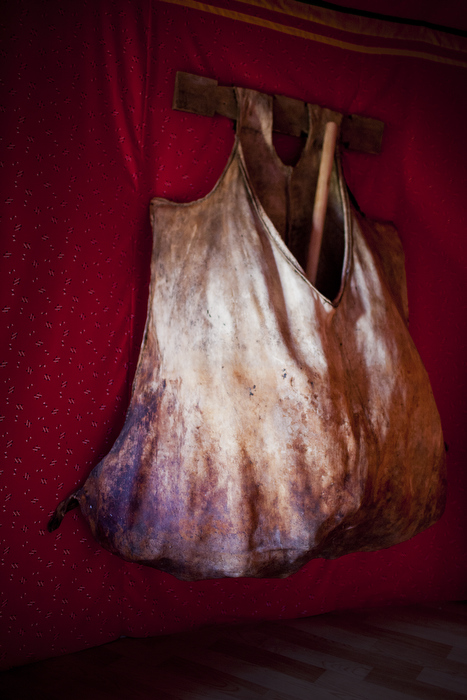
Ein Lederbeutel, in dem Airag traditionell hergestellt wird.

Die traditionelle Herstellung in Kirgisistan geht von Stutenmilch aus, die in einem zuvor mit Rauch behandelten Behälter für ein bis zwei Tage gelagert wird. Dann wird frische Milch hinzugefügt und der Behälter an einem warmen Ort aufbewahrt, damit die Gärung ablaufen kann. Anschließend wird der Inhalt in einem zylindrischen Holzfass, „Pischpek“ genannt, das ähnlich wie ein Butterfass aussieht, gerührt. Der fertige Kumys wird dann zur Lagerung in lederne Flaschen umgefüllt. Dieses traditionell hergestellte Produkt ist jedoch nur wenige Tage haltbar. In der Mongolei wird der Airag hergestellt, indem die Stutenmilch durch ein Tuch in einen ledernen Beutel gegeben wird. Der Sack hängt am Eingang der Jurte. Alternativ erfolgt die traditionelle Herstellung auch in einem hölzernen Fass, dessen Inhalt regelmäßig umgerührt wird.
Für eine industrielle Herstellung oder zumindest für eine Herstellung unter standardisierten Bedingungen wird die Stutenmilch mit Kumys-Kulturen versetzt. Auch die Verwendung von Ziegenmilch ist möglich. Die Kulturen enthalten Milchsäurebakterien, darunter Lactobacillus delbrueckii subsp. bulgaricus. Auch die Beteiligung von Streptococcus salivarius subsp. thermophilus wird genannt, diese beiden Bakterien werden auch zur Produktion von Joghurt eingesetzt. Sie führen eine homofermentative Milchsäuregärung durch, bei der Milchzucker (Lactose) aus der Milch zu Milchsäure abgebaut wird. Weiterhin enthalten die Kumys-Kulturen Hefen der Gattung Torula. Die Hefen führen eine alkoholische Gärung durch, dabei wird Zucker zu Alkohol (Ethanol) und Kohlenstoffdioxid umgewandelt, Letzteres wird in gelöster Form als Kohlensäure bezeichnet. Die Herstellung verläuft ähnlich der von Joghurt, nach dem Animpfen mit den Kumys-Kulturen wird die Mischung inkubiert, damit die Gärungen ablaufen können. Die Milchsäurebakterien gehören zu den eher thermophilen Organismen, so wird der Joghurtansatz bei 43–45 °C bebrütet, sie vermehren sich jedoch auch bei 30 °C. Hefen vermehren sich in der Regel besser bei etwas niedrigeren Temperaturen (20–30 °C), so dass für die beteiligten Mikroorganismen eine mittlere Temperatur als „Kompromiss“ gefunden werden muss. Auch bei der Kefirherstellung sind Milchsäurebakterien und Hefen beteiligt, es handelt sich jedoch um andere Arten oder Unterarten.

## Inhaltsstoffe
Nach Stahlbergs Untersuchungen enthält Kumys, der aus der Milch der Kirgisen-Steppenstuten hergestellt wird, nach zweitägiger Inkubation:
- 1,60 % Alkohol
- 2,05 % Fett
- 2,20 % Milchzucker
- 1,15 % Milchsäure
- 1,12 % Casein
- 0,28 % Salze
- 0,79 % Kohlensäure

Lässt man den Kumys weiter gären, wird auch der restliche Milchzucker vergoren, so dass man nach acht bis zehn Tagen ein Getränk erhält, das bis zu 3,23 % Alkohol, 1,86 % Kohlensäure und 2,92 % Milchsäure oder andere organische Säuren enthält. Stutenmilch enthält mit etwa 6,1 % deutlich mehr Lactose als Kuhmilch (4,8 %). Da diese als Substrat für die Gärung dient, enthält das Produkt Kumys auch mehr Alkohol und Milchsäure im Vergleich zum Kefir, der aus Kuhmilch hergestellt wird.